# Esmena Platt

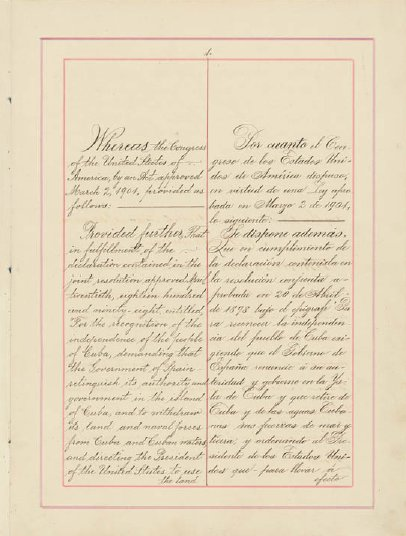
Pàgina primera de l'Esmena Platt.

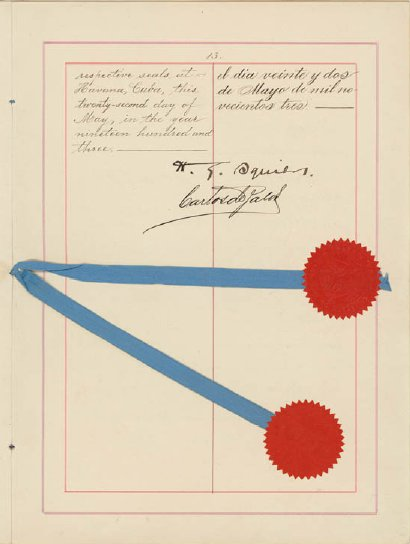
Pàgina segona de l'Esmena Platt.

L'esmena Platt és el nom amb el qual es coneix la llei d'esmena redactada pel senador dels Estats Units Orville Hitchcock Platt, aprovada pel Congrés dels EUA com a rectificació del projecte de llei sobre Apropiacions de l'Exèrcit de 1901.

## Proleg
Amb l'esmena Platt els EUA s'asseguraven el control dels emprèstits exteriors i els tractats que pogués signar Cuba, el dret a intervenir militarment a l'illa quan ho considerés oportú (ho va fer els anys 1906, 1912, 1917, 1920 i 1934, abans de la seva abolició) i l'adquisició de bases carboneres i navals al litoral cubà (base de la badia de Guantánamo i de l'illa de Pinos).
L'esmena Platt va ser inclosa en la Constitució cubana de 1901 i en el tractat que van signar Cuba i els Estats Units en 1903. Les protestes dels cubans per la contínua intervenció nord-americana en els seus afers interns, van provocar diverses renegociacions del tractat que van desembocar en 1934 en la derogació de l'Esmena Platt.

## L'Esmena
Acabada la Constitució, els convencionals van haver d'abordar el problema de les relacions permanents que devien existir entre Cuba i els Estats Units.
El 12 de febrer de 1901, dies abans de l'aprovació definitiva del Codi fonamental, la Convenció havia nomenat una Comissió encarregada de presentar-li una ponència sobre un assumpte tan important. Van ser els comissionats Juan Gualberto Gómez, Manuel R. Silva, Gonzalo de Quesada, Enrique Villuendas i Diego Tamayo.
El governador Wood va sol·licitar immediatament de la Comissió una entrevista que es va celebrar a bord del iot Kanowha, en què Wood estava fent una incursió per la Cienaga de Zapata. Després d'algunes voltes, el Governador americà va declarar que havia rebut instruccions oficials del seu govern i que desitjava donar-les a conèixer a la Comissió. En essència, aquestes instruccions recorden les clàusules que van formar després l'Esmena Platt. Wood <va procurar --diu Martínez Ortiz, en comentar aquests successos-- daurar la píndola amb suggestions pròpies: les indicacions fetes a nom de l'Executiu de Washington estaven subordinades a la resolució ulterior del Congrés americà i no podien per això tenir el caràcter de definitives>.
Es comprèn fàcilment la sorpresa i el disgust que devien experimentar els Comissionats en sentir les paraules de Wood. El tema era més greu del que havien pensat; però malgrat les amables insinuacions de l'Interventor Militar no van acceptar les indicacions d'aquest i aquest tenor van presentar un dictamen a la Convenció, que ho va aprovar el 27 de febrer de 1901.
L'esperança dels cubans que l'opinió de l'Executiu americà al voltant de les relacions que havien d'existir entre Cuba i els Estats Units no fos la del Congrés d'aquest país es va esvair ben aviat. El dia 23, dos dies després d'acabada la Constitució cubana, Orville H. Platt, senador per Connecticut, i membre del Comitè d'Afers Insulars del Senat del seu país, va presentar en aquest Comitè el projecte conegut per Esmena Platt, que s'havia d'incorporar a la Llei de pressupostos que en aquells moments era objecte de discussió. El dia 25 l'Esmena passava al Senat de la Unió, que la va aprovar.
Mentrestant, la premsa de Cuba reflectia la inquietud del país pel biaix que havien pres els esdeveniments polítics.
A l'Assemblea no era menor el disgust. Alhora els diaris dels Estats Units criticaven l'actitud de l'Assemblea i lamentaven que no es volgués fer res per garantir els interessos nord-americans a Cuba.
El 2 de març la Llei de Pressupostos amb la cèlebre Esmena eren aprovades a la Cambra de representants dels Estats Units, i el president Mac Kinley la sancionava immediatament, de manera que va passar a ser llei d'aquest país. El 2 de març el general Wood la donava a conèixer a la Convenció cubana. Es provava així, ben clar, la unanimitat de pensament que respecte a Cuba existia entre el Congrés i l'Executiu nord-americans.
A l'Assemblea Constituent, mentrestant, el malestar produït per l'esmena Platt era general, encara que la dura realitat imposada per aquesta era afrontada per uns o altres de manera diferent. Sanguily va proposar la dissolució de l'Assemblea, per cridar els convencionals a l'evidència, i el general Rius Rivera, que no es fes cap concessió especial als Estats Units. Altres indicaven fórmules de conciliació, convençuts, molt a pesar seu, que el règim militar nord-americà a Cuba podia perdurar indefinidament si no s'acceptava l'esmena.
Després de vèncer la tenaç resistència d'aquells convencionalistas que combatien fortament l'Esmena, l'Assemblea va acordar nomenar una Comissió que havia de traslladar-se a Washington a fi <de conèixer les mires i propòsits del Govern dels Estats Units sobre tots els particulars que es refereixin al establiment d'un ordre definitiu de relacions en allò polític i econòmic entre Cuba i els E. U. i gestionar amb el propi Govern la base d'un acord sobre aquests extrems que proposen a la Convenció per a la seva resolució final>. Van ser els comissionats Méndez Capote, Portuondo, Tamayo, González Llorente i el general Betancourt.
El secretari de la Guerra dels Estats Units, Root, a fi d'allunyar tota esperança que el Govern nord-americà acceptaria discutir l'Esmena, va declarar que la Comissió no anava a Washington responent una trucada oficial del Govern americà. Alhora, disposava que Wood embarqués per als Estats Units per tal que assistís a les conferències.
El dia 24 d'abril els Comissionats arribaven a Washington i van ser objecte de grans atencions i afalacs. El dia següent el president Mac Kinley els oferia un dinar a la Casa Blanca. Entre els convidats hi havia el mateix senador Platt i diversos més, així com altres polítics i personatges destacats dels Estats Units.
Les conferències que es van celebrar posteriorment van significar un fracàs absolut per als Comissionats cubans, que van comprendre que res no aconseguirien i que res van proposar, per no exposar-se a una negativa. El dissabte 27 d'abril es van acomiadar del president Mac Kinley. En tornar a Cuba portaven la impressió que l'Executiu estava fortament recolzat en la seva política respecte a Cuba i que era valorada de forma general com la política nacional americana pel que fa als problemes cubans.
Els Comissionats van arribar a Cuba el 5 de maig i dos dies després presentaven el seu informe a la Convenció, el qual va fer que s'esvaïssin les esperances dels qui encara les abrigaven. L'informe va quedar sobre la taula i en la sessió del 13 de maig es va acordar que es transferís a la Comissió que havia dictaminat anteriorment. Aquesta va donar a conèixer de seguida la seva opinió. Recomanava acceptar l'Esmena Platt amb alguns canvis lleugers en la forma.
El govern de Washington va replicar fent saber a la Convenció per mediació de Wood, que l'Esmena havia d'acceptar-se sense alteracions, alhora que feia saber a aquella que l'ocupació nord-americana a Cuba podia prolongar-se indefinidament si la Convenció no impartia la seva absoluta conformitat amb els termes de l'Esmena.
L'11 de juny es va conèixer a l'Assemblea l'escrit de Wood on donava a conèixer els extrems apuntats. Cisneros Bentancourt va demanar que s'acordés tornar-ho al Governador, però es va rebutjar la proposició unànimement. Morúa Delgado va proposar fer lleugeres variants a la redacció de l'Esmena. Finalment, Enrique Villuendas, Gonzalo de Quesada i Diego Tamayo van recomanar l'addició textual de l'Esmena Platt com apèndix de la Constitució de Cuba. L'endemà aquesta proposició va ser aprovada per 16 vots contra 11. Amb això va acabar la tasca de l'Assemblea Constituent al voltant d'un assumpte tan enutjós.

## Abast de l'Esmena Platt
Tant l'Esmena Platt com el Tractat Permanent negaven a Cuba el dret de celebrar tractats o convenis que menyscabessin la seva independència, i el de cedir a poders estrangers per a colonització o per a propòsits militars o navals cap porció del territori nacional(art. I); determinaven l'obligació en què es trobava el Govern cubà de no contraure deutes públics si no comptava amb prou mitjans per al pagament dels interessos i amortització definitiva d'aquelles (art. II); establien el permís que el Govern cubà atorgava als Estats Units d'intervenir a Cuba en determinats casos(art. III); feia vàlids tots els actes realitzats per l'ocupació militar americana (art. IV); comprometia a Cuba a dur a terme el sanejament de les poblacions de l'Illa per protegir el comerç i el poble del sud dels Estats Units(art. V); deixava per a un futur la determinació de l'estatus polític d'Illa de Pinos (avui Illa de la Juventud)(art. VI); concedia als Estats Units, per a fer-hi estacions navals o carboneres, certs punts del territori nacional(art, VII); i, finalment, comprometia el Govern de Cuba a inserir les disposicions anteriors en un Tractat Permanent amb els Estats Units (art. VIII).

## Aplicació de l'Esmena
El 1906 els Estats Units, en esclatar a Cuba l'anomenada Revolució d'Agost, van fer ús de la tercera disposició de l'Esmena Platt i a petició del president cubà Tomás Estrada Palma, van intervenir a Cuba. Ha estat aquesta l'única vegada que han aplicat aquesta prerrogativa, però moltes vegades la política intervencionista a Cuba s'ha deixat sentir ja en la manera com ho van fer Crowder i Welles, ja negant-se a reconèixer governs cubans que no van merèixer la simpatia del Govern nord-americà (des de la Pentarquia fins al cobert de Mendieta), ja de qualsevol altra manera. Amb Esmena Platt o sense, la influència política dels Estats Units a Cuba és una cosa incontrovertible.

## Elecció del primer govern republicà
L'Assemblea Constituent, després d'haver acordat la Constitució i l'Esmena Platt com a Apèndix de la mateixa, va votar una nova llei electoral, tasca en què va invertir molt de temps i que va donar lloc a llargs debats.
Aleshores van començar a barrejar-se tres noms de candidats a la presidència de la República: els de Máximo Gómez, Bartolomé Masó i Tomás Estrada Palma, però Gómez va declarar de seguida emfàticament el seu propòsit de no ser candidat del càrrec. Quedaven, doncs, Masó i Estrada Palma com a possibles contendents, però el segon va aparèixer ben aviat com el candidat de més possibilitats de triomf perquè se sabia que Máximo Gómez el recolzava. Per part seva, Wood, encara que aparentava imparcialitat, simpatitzava també amb Estrada Palma perquè no ignorava que Masó no era addicte al govern interventor ni partidari de l'Esmena Platt.
Com que les eleccions presidencials eren a prop, el Govern americà va crear una Junta Central d'Escrutini encarregada de tots els assumptes electorals. En aquesta Junta, composta per cinc membres, no hi havia cap representant de Masó, per la qual cosa els defensors de la candidatura van demanar a Wood el nomenament de tan sols un masoísta per integrar-la i van sol·licitar també la pròrroga de les eleccions. Wood es va negar, al·legant que la Junta havia estat constituïda abans que fos proclamada oficialment la candidatura de Masó. Els masoístes van apel·lar a Washington, però l'afany va ser en va, per la qual cosa van determinar el retraïment, abstenir-se de concórrer a la lluita electoral.
El 31 de desembre de 1901, es van efectuar les eleccions, sense cap interès per la falta de competició. Els compromissaris d'Estrada Palma van triomfar arreu. Conjuntament amb ell va ser electe vicepresident Luis Estévez, casat amb la benefactora i patriota Marta Abreu, circumstància que li donava gran notorietat. Alhora que el President i el Vice, van quedar electes també els Senadors, Representants i Governadors Provincials que haurien de fer-se càrrec del govern del país en cessar la intervenció americana.
Tomás Estrada Palma, que era als Estats Units, va tornar a Cuba i va desembarcar el 17 d'abril al port de Gibara. Després de visitar la província d'Orient, va estar en alguns llocs de Las Villas i de Matanzas i va arribar a l'Havana. Allà on passava se'l aclamava amb entusiasme.

Fixat el 20 de maig pel general Wood per deixar constituït el nou govern, a les 12 del migdia es va celebrar un emocionant acte al Palau. El general Wood vestit de gran uniforme, va lliurar el comanament de l'Illa a Tomás Estrada Palma. Els envoltava una multitud d'oficials nord-americans, veterans, funcionaris de nou govern, etc. A les 12'30 el president del Tribunal Suprem va prendre el jurament de rigor a Estrada Palma. Máximo Gómez va abraçar a José Miguel Gómez i li va dir: 
| « | <Crec que hem arribat> | » |

Minuts després el general Wood i les tropes nord-americanes s'allunyaven de Cuba, sent acomiadades amb grans mostres d'entusiasme i cortesia pel poble cubà.
| « | "Cuba quedava confiada al patriotisme i a la capacitat per al govern, dels seus propis fills. | » |